# Roar (노래)
"Roar"는 미국의 가수 케이티 페리의 노래로, 세 번째 정규 앨범 Prism의 리드 싱글이다. 노래의 작사와 작곡에는 케이티 페리, 보니 맥키, 맥스 마틴, Lukasz Gottwald, Cirkut 가 참여했다. "Roar"는 미디엄템포의 파워 팝 장르 노래이다.
음악 평론가들은 페리의 새 앨범과 라디오에서 히트 할 것이 확실하다며 대체로 긍정적인 평가를 내렸다. 대부분 긍정적인 평가를 받았지만  일부에서는 반복되는가사로 인해 지루하다며 지적했다. "Roar"는 빌보드 핫 100 1위에 오르며 페리의 여덟 번째 1위 곡이 되었다. 또한 "Firework"을 제치고 지금까지 페리 싱글 중 가장 높은 주간 판매량을 기록했다. 이 외에 9개 국가에서 1위, 25개 국가에서 10위권에 진입했다. 그래디 홀과 마크 쿠드시가 감독을 맡은 "Roar"의 뮤직비디오는 2013년 9월 5일 공개되었다. 촬영은 로스앤젤레스 카운티 수목원에서 진행되었다.

## 발매와 프로모션
2013년 7월 29일 페리는 2013년 10월 22일 네 번째 정규 앨범 Prism이 발매된다고 발표했고, 측면에 앨범 제목과 발매 일자가 적힌 황금색 세미 트럭이 로스앤젤레스 거리를 다니며 알렸다. 2013년 8월 10일 "Roar"는 공식적으로 라디오를 통해 처음으로 공개되었다. 매 시간마다 클리어 채널 라디오를 통해 홍보 되고있다. 2013년 8월 12일 자정에는 거의 모든 나라 아이튠즈에 발매되었다.

### 비디오 티저
페리는 8월 12일 싱글이 발매되기 전 총 네 개의 티저 영상을 공개했다. 첫 번째 티저 영상은 "California Gurls" 뮤직비디오에서 쓰고 나왔던 파란색 가발을 불로 태우는 장면이였다. 두 번째 티저는 California Dreams Tour에서 입었던 소용돌이 바람개비가 달려있는 의상이 관에 묻힌 장면을 보여준다. 세 번째 티저는 고양이가 공작 깃털 장난감을 먹는 장면이다. 네 번째 티저는 호랑이가 그려진 자켓을 입으며 녹음실에서 페리가 걸어나오는 장면으로, "Roar"의 음원이 약간 공개되었다.

## 평가
"Roar"가 발매되자 평론가들로부터 대체로 좋은 평을 받았다. 《로스앤젤레스 타임스》의 Gerrick D. Kennedy는 노래에 대해 "중독되고 달콤한 음식"같다며 페리의 보컬을 칭찬했다. 《롤링 스톤》 또한 "'You held me down but I got up', 'You're gonna hear me roar' 부분과 같은 쉽고 중독성있는 비트때문에 따라하게 된다. 리드 싱글이 새앨범 성공의 확신에 결정타를 놨다"고 긍정적인 평가를 했다. MTV의 제임스 몽고메리는 "의심할 여지가 없이 진실하다"고 묘사하며 "이것은 개인적이며, 파워풀하고, 듣기 좋은 후크와 복받치는 감정이 조화된 결과다. 꽤 오랫동안 여운을 가지게하는 완벽한 팝 노래 중 하나이다"라고 평가했다.
Vibe의 Charley Rogulewski는 "Firework"와 유사한 테마로 라디오에서 히트하는데 확실히 더 힘을 실었다고 말했다.

## 상업적 성과
"Roar"는 미국 발매 첫 주 557,000건의 디지털 건 수를 기록하면서 2013년 가장 높은 첫 주 디지털 판매량을 기록했다. 또한 지금까지 페리 노래 중 가장 높은 주간 판매량을 기록했는데, 이전까지는 2010년 12월 "Firework"가 기록했던 509,000건이 재일 높았었다. 2013년 8월 24일 빌보드 핫 100 85위로 데뷔했고, 다음 주 2위로 급상승하며 페리의 12번째 탑 10위권 노래이며 9번 연속 3위권에 진입한 노래가 되었다.
뉴질랜드에서는 4일치 판매량만으로 1위를 했는데, 아홉 번째 1위곡, 2번째 1위 데뷔곡, 11번째 10위권 진입 곡이라는 기록을 세웠다. 오스트레일리아에서는 3위로 데뷔 한 이후 다음 주 1위를 했다.

## 라이브 공연
페리는 2013년 8월 25일 열린 2013 MTV 비디오 뮤직 어워드에서 엔딩무대로 브루클린 다리 밑에서 특별한 공연을 펼쳤다.

## 트랙 리스트
- 디지털 다운로드[22]

1. "Roar" - 3:42

- CD 싱글[23]

1. "Roar" - 3:42
2. "Roar" (Instrumental)

## 차트
| 차트 (2013)                           | 최고 순위 |
| ------------------------------------- | --------- |
| 오스트레일리아 (ARIA)                 | 1         |
| 캐나다 (캐나디안 핫 100)              | 1         |
| 덴마크 (IFPI)                         | 4         |
| 핀란드 (오피셜 핀란드 차트)           | 10        |
| 프랑스                                | 8         |
| 그리스 디지털 송 (빌보드)             | 2         |
| 이탈리아 (FIMI)                       | 4         |
| 레바논 (레바논 탑 20)                 | 2         |
| 룩셈부르크 디지털 송 (빌보드)         | 3         |
| 네덜란드 (탑 40)                      | 5         |
| 뉴질랜드 (레코드 뮤직 NZ)             | 1         |
| 포르투갈 디지털송 (빌보드)            | 9         |
| 슬로바키아 (IFPI)                     | 59        |
| 한국 (가온 디지털 종합 차트 국제)     | 1         |
| 스페인 (PROMUSICAE)                   | 5         |
| 스위스 (Swiss Hitparade)              | 7         |
| 미국 빌보드 핫 100                    | 1         |
| 미국 어덜트 팝 송 (빌보드)            | 7         |
| 미국 팝 송 (빌보드)                   | 10        |
| 베네수엘라 팝 록 저널 (레코드 리포트) | 2         |

## 인증 및 판매량
| 국가 | 인증             | 판매량/출하량          |
| --- | ---------------- | ---------------------- |
| 오스트레일리아 (ARIA) | 20× 플래티넘     | 1,400,000              |
| 오스트리아 (IFPI 오스트리아)                                                                                               | 플래티넘         | 30,000*                |
| 벨기에 (BEA) | 골드             | 15,000*                |
| 브라질 (Pro-Música Brasil)                                                                                                 | 5× 다이아몬드    | 1,250,000              |
| 캐나다 (뮤직 캐나다) | 9× 플래티넘      | 720,000                |
| 덴마크 (IFPI Danmark) | 골드             | 15,000^                |
| 프랑스 | —                | 105,000                |
| 독일 (BVMI) | 3× 골드          | 450,000                |
| 이탈리아 (FIMI) | 2× 플래티넘      | 60,000*                |
| 멕시코 (AMPROFON) | 2× 플래티넘+골드 | 150,000*               |
| 뉴질랜드 (RMNZ) | 4× 플래티넘      | 60,000*                |
| 노르웨이 (IFPI 노르웨이)                                                                                                   | 8× 플래티넘      | 480,000                |
| South Korea (Gaon Chart)                                                                                                   | —                | 128,034                |
| 스페인 (PROMUSICAE) | 2× 플래티넘      | 80,000                 |
| 스웨덴 (GLF) | 4× 플래티넘      | 160,000                |
| 영국 (BPI) | 4× 플래티넘      | 2,400,000              |
| 미국 (RIAA) | 다이아몬드       | 10,000,000 / 6,600,000 |
| Streaming |                  |                        |
| 덴마크 (IFPI Danmark) | 2× 플래티넘      | 3,600,000              |
| *판매량을 기반으로 한 인증 · ^출하량을 기반으로 한 인증 · 판매량+스트리밍을 기반으로 한 인증 · 스트리밍을 기반으로 한 인증 |                  |                        |

## 발매 일자
| 국가 | 일자            | 포맷            | 레이블             |
| ---- | --------------- | --------------- | ------------------ |
| 미국 | 2013년 8월 10일 | 라디오          | 캐피톨 레코드      |
| 독일 | 2013년 8월 12일 | 디지털 다운로드 | 유니버설 뮤직 그룹 |
| 미국 | 2013년 8월 12일 | 디지털 다운로드 | 캐피톨 레코드      |
| 세계 | 2013년 8월 12일 | 디지털 다운로드 | 유니버설 뮤직 그룹 |
| 영국 | 2013년 9월 1일  | 디지털 다운로드 | 유니버설 뮤직 그룹 |
| 독일 | 2013년 9월 13일 | CD 싱글         | 유니버설 뮤직 그룹 |